# Arne Haugaard-Hansen
Arne Haugaard-Hansen (født 16. januar 1937 i Iller Nedermark, Grønbæk Sogn; død 30. april 2001 i Karlslunde) var en dansk politiker, der fra 1970 til 1991 var borgmester i Solrød Kommune, valgt for partiet Venstre. Han afløstes af partifællen Mogens Baltzer.